# Ceratophysella moroni
Ceratophysella moroni är en urinsektsart som beskrevs av Villalobos och Palacios-Vargas 1986. Ceratophysella moroni ingår i släktet Ceratophysella och familjen Hypogastruridae. Inga underarter finns listade i Catalogue of Life.